# Zuáv

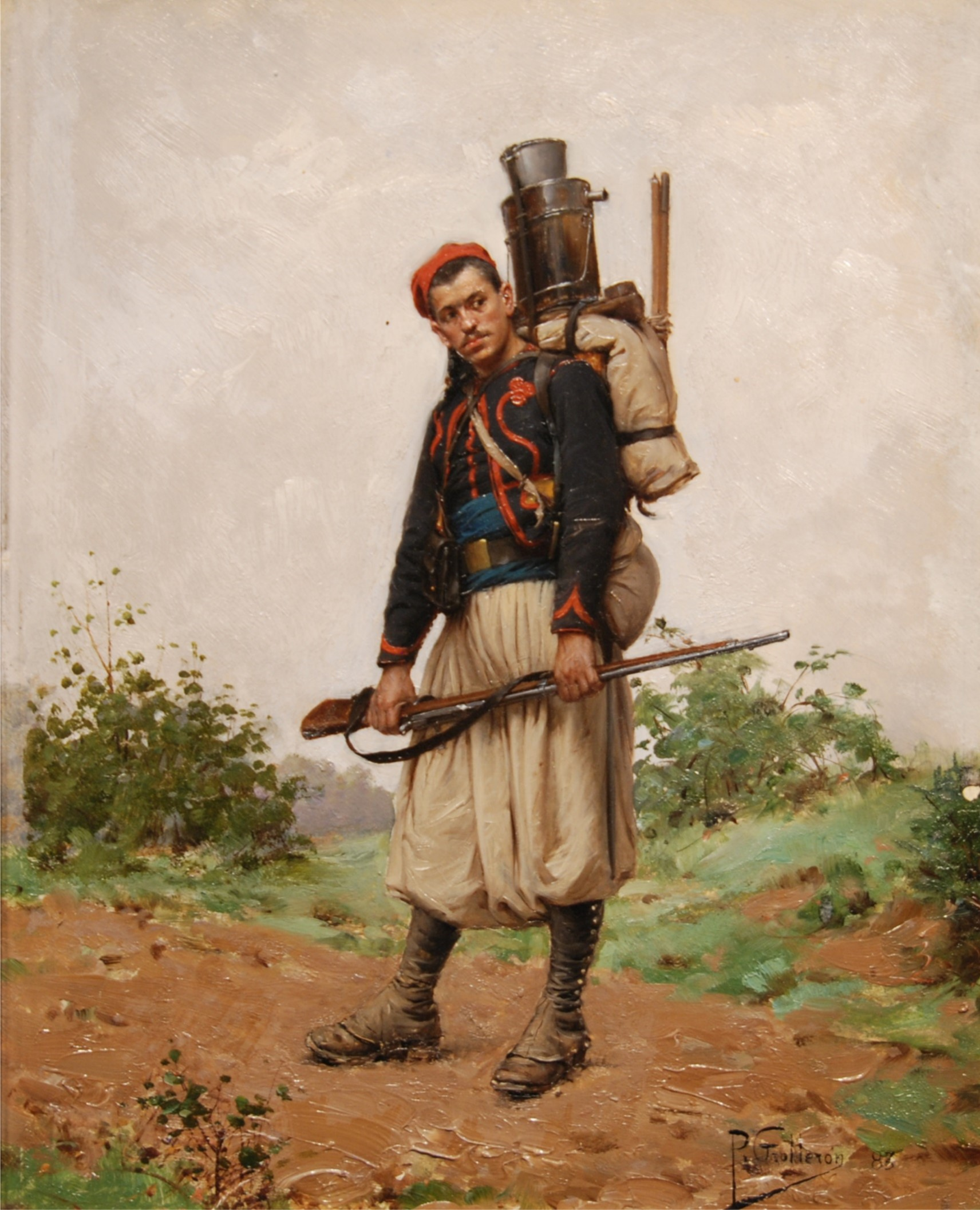
Zuáv v letní uniformě, 1870.

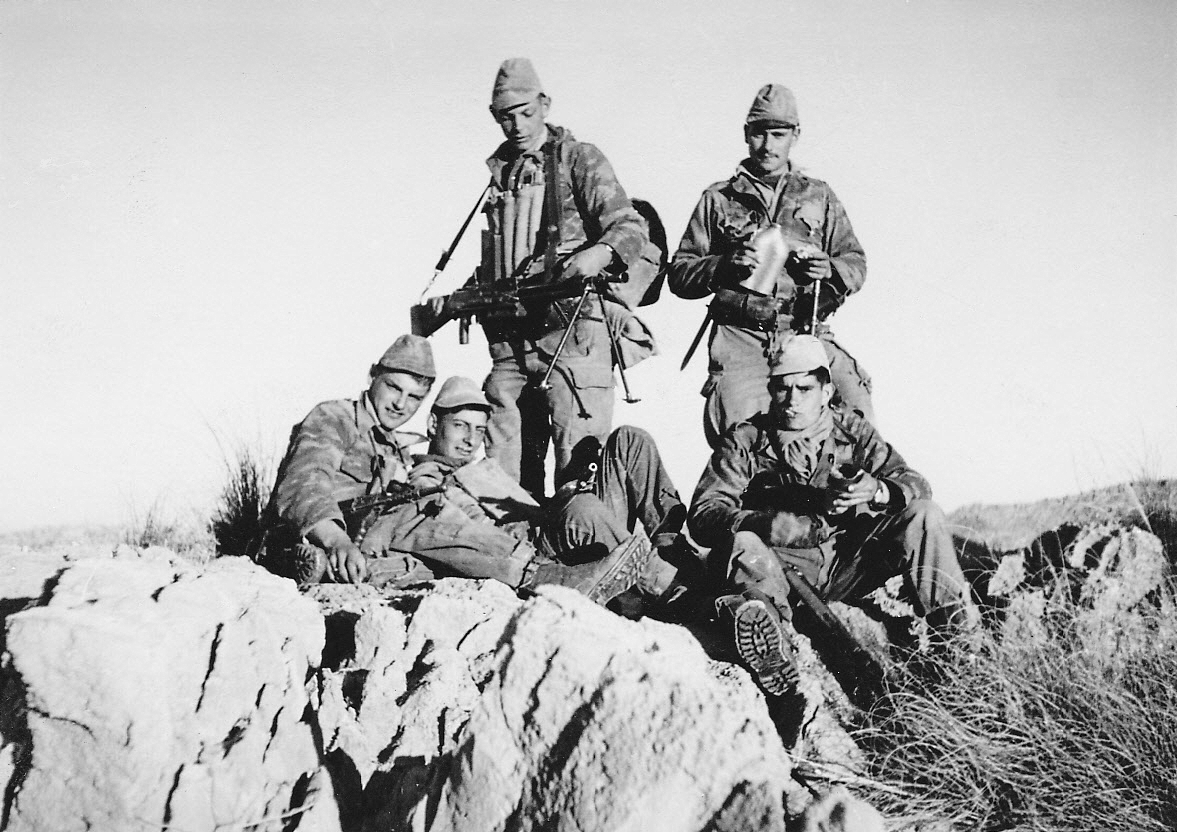
Družstvo 4. pluku zuávů v době Alžírské války.

Zuáv (francouzsky Zouave) byl příslušník lehké pěchoty Francouzské armády původem z Francouzské severní Afriky v letech 1830–1962. V 19. století vznikaly jednotky inspirované jejich uniformami i v ozbrojených silách dalších států.

## Francie

### Historie

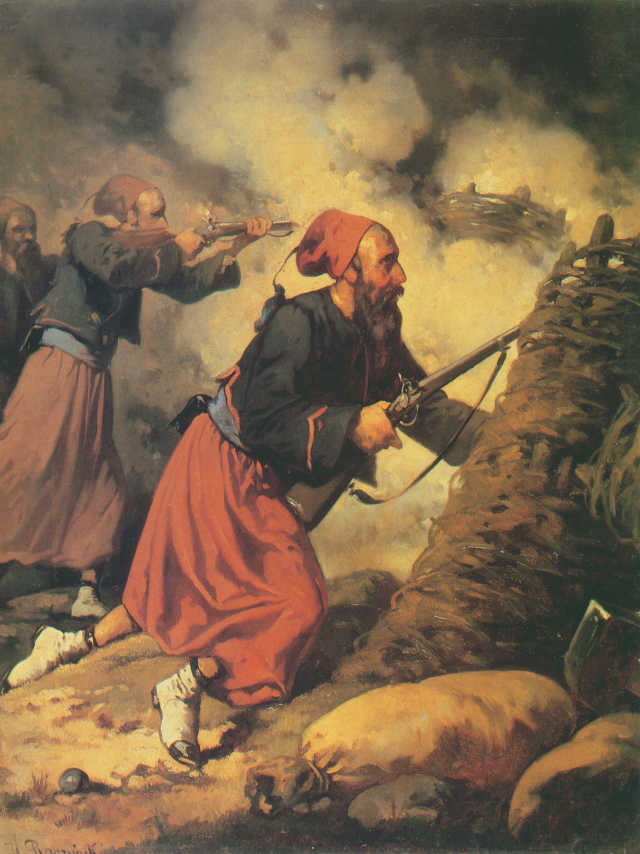
Francouzští zuávové v době Krymské války, obraz Aleksandera Raczyńskieho.

První samostatný prapor zuávů vznikl z iniciativy maršála de Bourmont, v souvislosti s francouzským dobytím Alžírska, v roce 1830 z příslušníků berberského kmene Zuwawa či Zouaoua, patřícího mezi Kabyly, doplněných francouzskými, arabskými a dalšími dobrovolníky, včetně bývalých osmanských janičářů. Jednotka si brzy vysloužila mimořádnou pověst pro svůj bojový elán a byla často nasazována v čele útoků jako úderná síla.
V letech 1835–1841 byl útvar rozšířen na pluk o třech praporech, přičemž neustále narůstal podíl francouzských dobrovolníků. V roce 1852 vznikly další dva pluky, složené nyní převážně z dobrovolníků jak z metropolitní Francie tak francouzských kolonistů z Francouzského Alžírska.
Pluky zuávů se staly mezinárodně proslulými za Krymské války, kdy v roce 1855 vznikl další pluk, zařazený do císařské gardy Napoleona III., a také v italské válce za nezávislost v roce 1859 v bitvách u Magenty a Solferina, což vedlo k napodobování jejich stejnokrojů v armádách dalších států.
V době prusko-francouzské války v letech 1870–1871 byli zuávové, nyní již složení prakticky pouze z francouzských státních občanů, mobilizováni a nasazeni na území Francie, kde v bojích utrpěli těžké ztráty. V této válce bojovali i příslušníci bývalé papežské jednotky zuávů, pod jménem Volontaires de l'Ouest (Západní dobrovolníci).
Po roce 1871 se charakter útvarů dále změnil, když po zavedení všeobecné vojenské služby Třetí republikou, patřily pluky zuávů mezi útvary v nichž brannou povinnost plnili francouzští občané ze severoafrických kolonií. Pluky si však nadále zachovaly i vysoký podíl dobrovolníků a délesloužících (engagés volontaires et réengagés). Části všech pluků zuávů byly také nově dislokovány na území Francie, zatímco dříve tam byl posádkou pouze pluk Gardových zuávů (Zouaves de la garde), po zániku gardy nesoucí číslo 4.
Když v roce 1914 vypukla první světová válka, byly na západní frontu odeslány všechny čtyři existující i několik nově vzniklých pochodových pluků zuávů, často nasazované jako úderné jednotky do nejtěžších bojů. Vznikly také tři smíšené pluky zuávů a tirailleurů (régiments mixtes de zouaves et tirailleurs) skládající se částečně z domorodých vojáků alžírského či tuniského původu. Ty byly po roce 1918 změněny na výhradně tirailleurské jednotky. Již v roce 1915 byla opuštěna původní malebná uniforma, která se od vzniku zuávů téměř nezměnila, a byla nahrazena khaki stejnokrojem až na některé detaily shodným s dalšími francouzskými koloniálními jednotkami.
V meziválečném období se charakter zuávských pluků, kterých nyní existovalo celkem šest, posunul k běžné řadové pěchotě, která se od dalších útvarů Francouzské armády odlišovala pouze svými převážně severoafrickými posádkami a některými prvky slavnostní uniformy.
Pluky zuávů byly nasazeny i ve druhé světové válce, v níž utrpěly těžké ztráty v bitvě o Francii. Po roce 1944 se dva pluky podílely na osvobozování jižní Francie a další jednotky se podílely na obléhaní německých posádek odříznutých ve francouzských přístavech a poté na finálním spojeneckém tažení na území Německa. Většina jednotek byla za války redukována na sílu praporů, a vzhledem k nedostatku mužstva francouzského původu byli v letech 1942–1945 do jednotek zuávů povoláváni i severoafričtí muslimové.
Po roce 1945 se jednotky zuávů vrátily do severní Afriky, kde byly posléze nasazeny v Alžírské válce, a po roce 1962 a získání nezávislosti Alžírskem byly rozpuštěny.
Tradice zuávů poté zachovávalo francouzské armádní výcvikové centrum commandos (Centre d'entraînement commando-9e régiment de zouaves, CEC), než bylo roku 2006 zrušeno.

### Uniforma

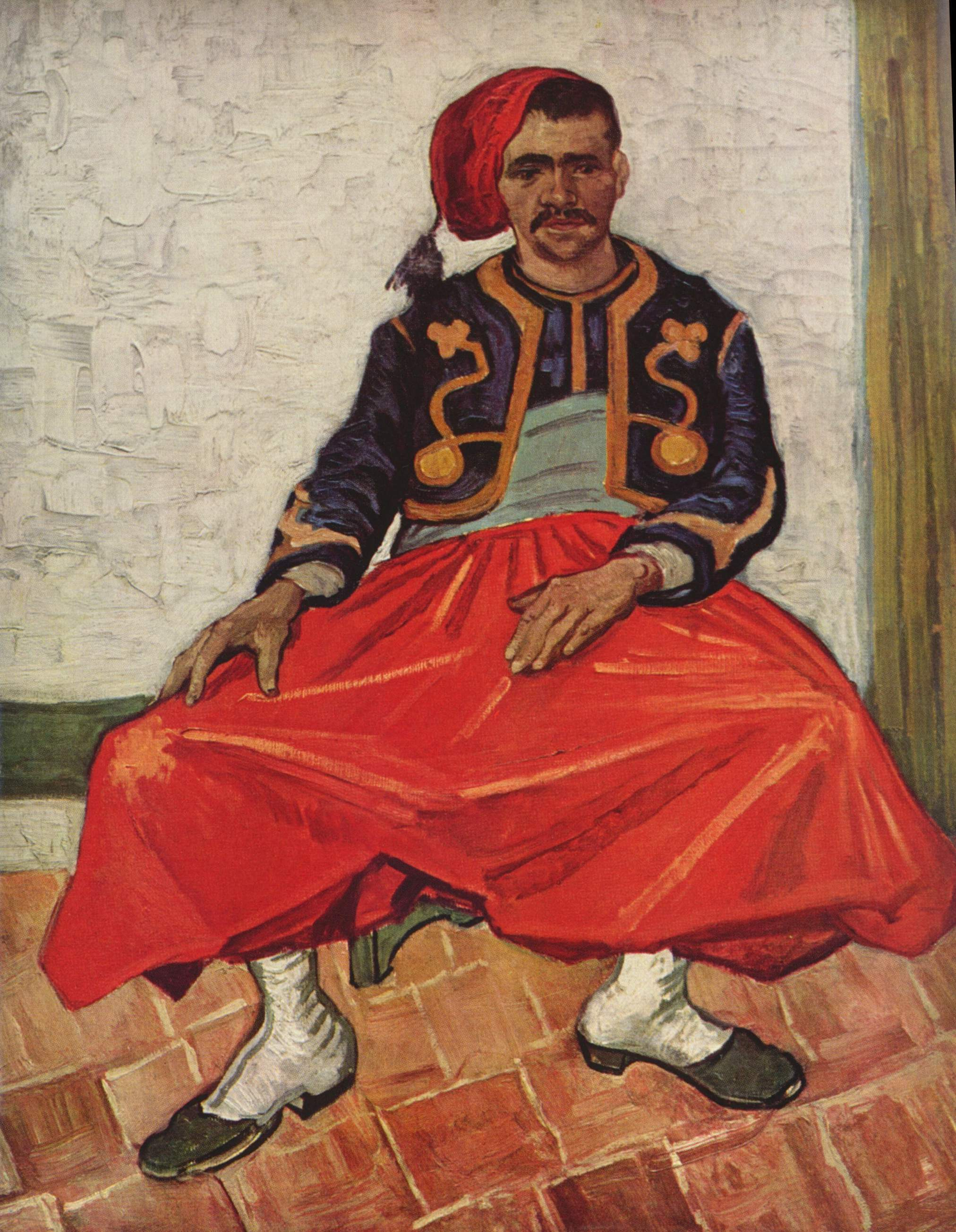
Le Zouave, olejomalba Vincenta van Gogha z roku 1888.

Uniforma zuávů se vyznačovala inspirací orientálními a severoafrickými oděvními styly, odrážejícími původ útvaru, a svou barvitou exotikou představovala jeden z prvků přitahujících dobrovolníky do jednotek. Zahrnovala krátkou otevřenou kazajku přiléhavého střihu tmavomodré barvy zdobenou šňůrami (jejich barvy rozlišovaly jednotlivé pluky), široké pytlovité kalhoty (serouel) červené barvy (v létě ale bílé plátěné) a červený fez (tarbouche či chéchia) se střapcem, a jasně modrou šerpu (ceinture bleue) okolo pasu.
Po první světové válce byla tato uniforma užívána již jen jako slavnostní a vycházková, a v poli byl užíván stejnokroj shodný s ostatní pěchotou francouzské armády.
Uniformy stejného stylu, ale v jiných barevných kombinacích, nosily i další francouzské severoafrické koloniální jednotky, jako spahiové a alžírští střelci (Tirailleurs algériens).
Opásání ceinture bleue bylo převzato uniformou Cizinecké legie.
Zuávové však měli nepřímý vliv i na uniformy dalších útvarů Francouzské armády, neboť dodnes užívané označení důstojnických hodností páskami (galons) na rukávech byla praxe původně vzniklá u jednotek zuávů.

## Polsko

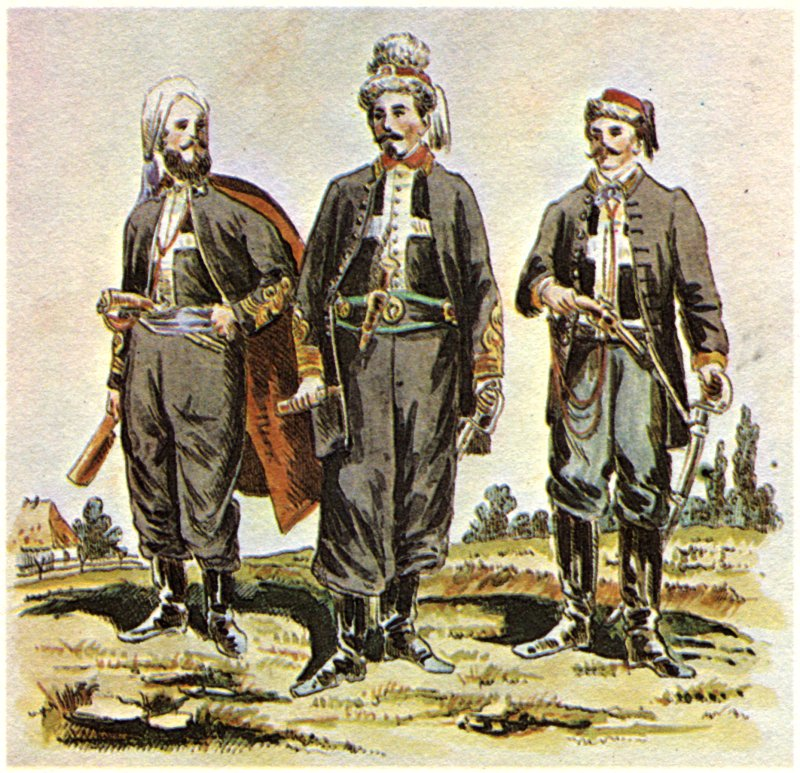
Polští „Zuávové smrti“.

V Polské armádě během Lednového povstání vznikl v roce 1863 pluk „Zuávů smrti“ (polsky Żuawi śmierci) pod vedením bývalého příslušníka francouzského pluku zuávů Françoise Rochebruneho.

## Spojené státy

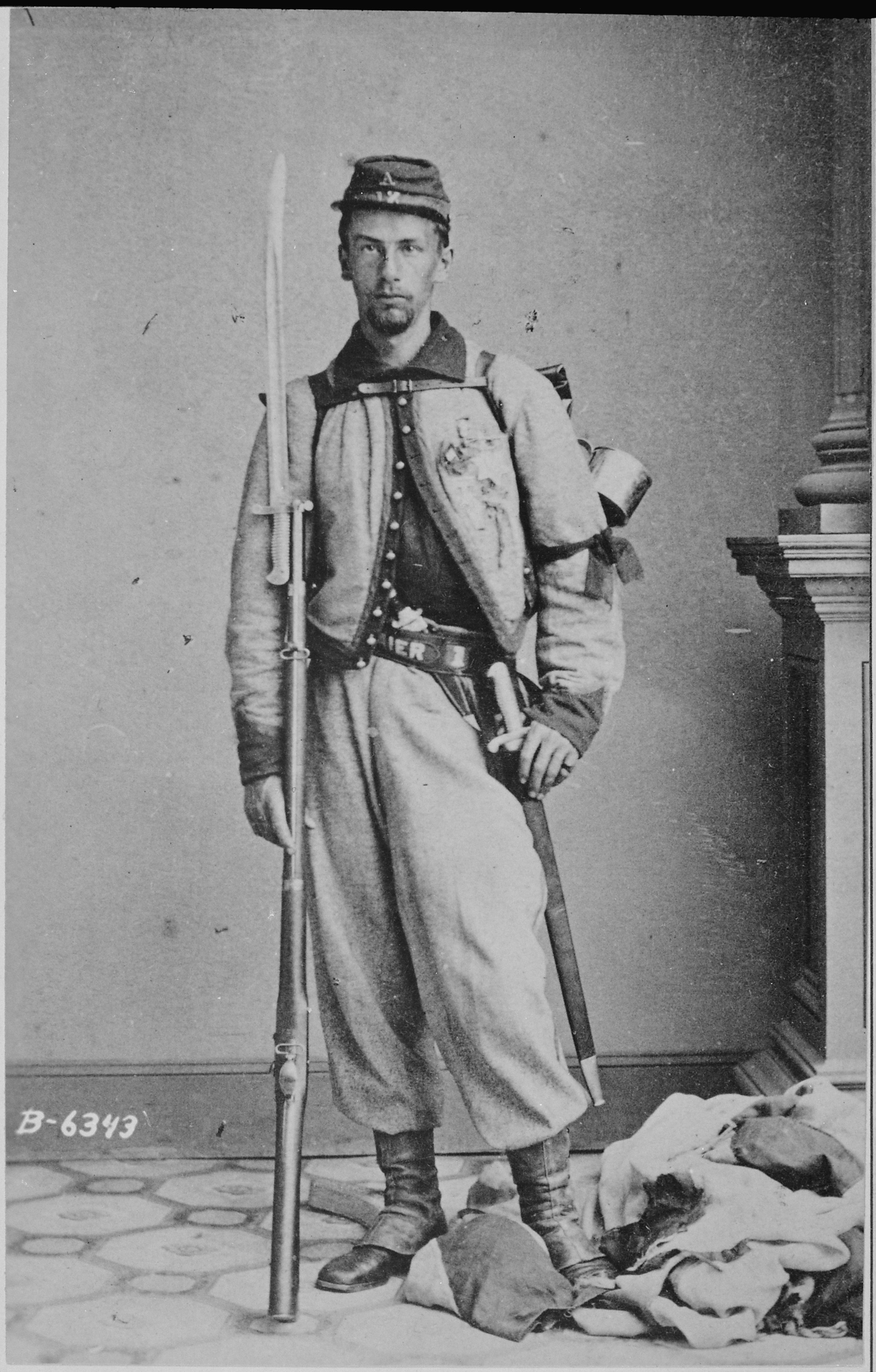
Seržant 11. newyorského dobrovolnického pluku armády Unie v zuávské uniformě, 1861.

Pluky zuávů vznikly v době války Severu proti Jihu jako dobrovolnické v armádě Severu, a uniformy inspirované zuávskými oblékaly i některé jednotky v armádě Jihu.
Po skončení občanské války se tyto uniformy v USA přestaly používat.

## Vatikán
Jednotka zuávů nazvaná italsky Zuavi Pontifici existovala v letech 1861–1870 i v armádě Papežského státu. Jejím zakladatelem byl bývalý příslušník francouzských zuávů generálporučík Christophe de Lamoricière, který z Francie odešel do exilu po převratu 2. prosince 1851 a nástupu Napoleona III. na trůn.
Po zániku Papežského státu a jeho armády se část jednotky zapojila do prusko-francouzské války na straně prozatímní vlády Francie. Paradoxně tak bojovali na stejné straně jako Garibaldiho dobrovolníci, proti kterým stáli ve válkách o italské sjednocení.